# 小屋

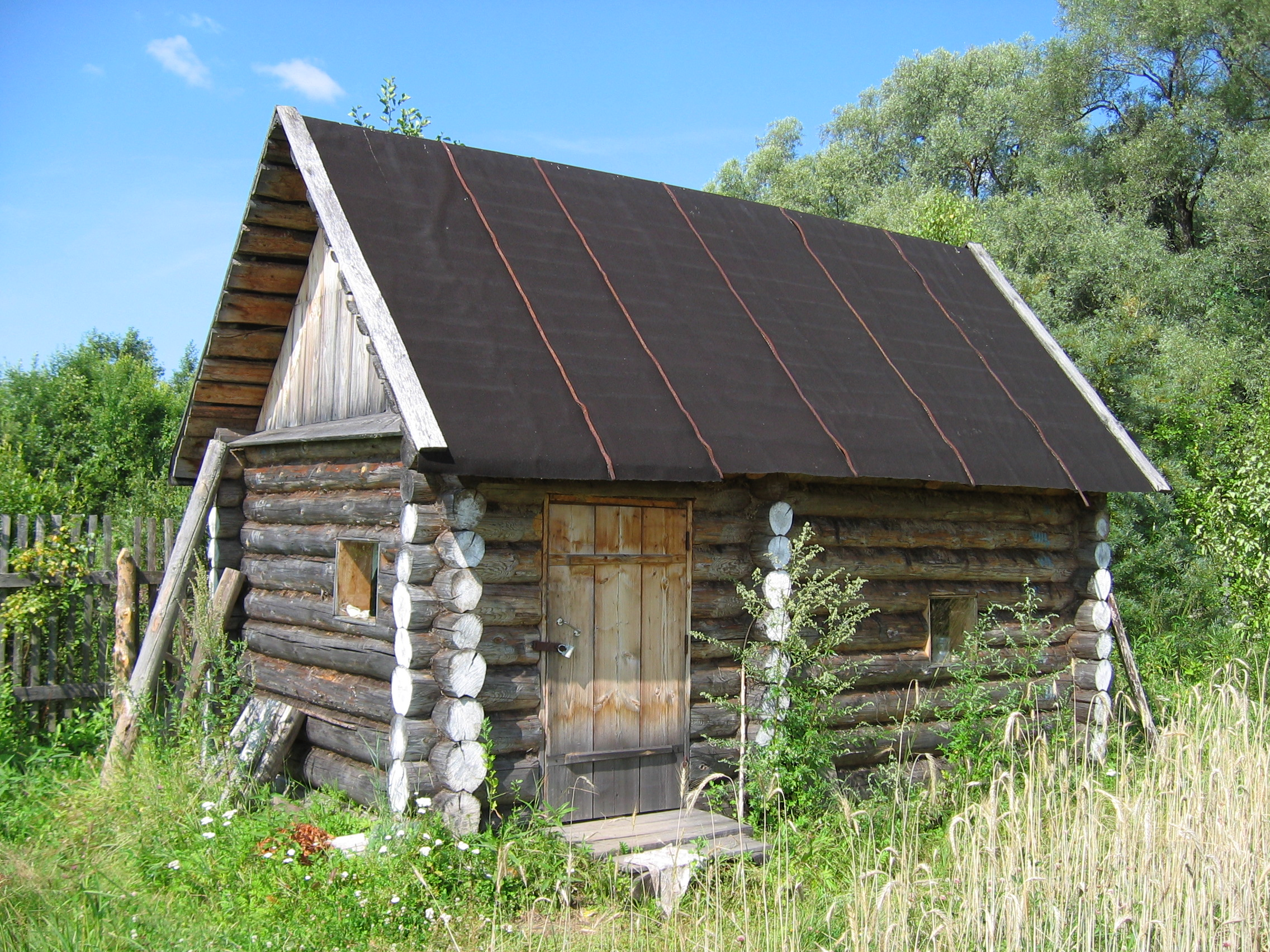
ログハウス方式の小屋

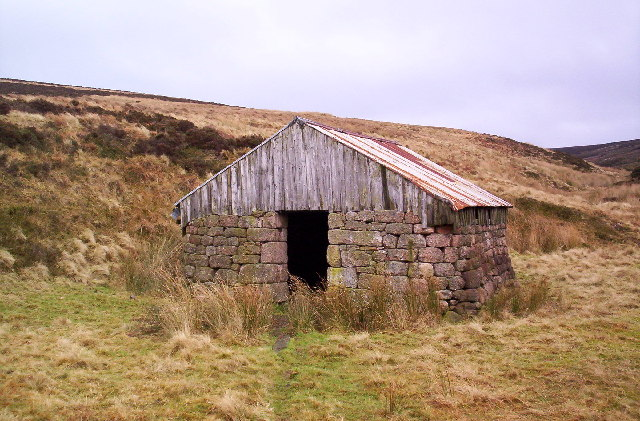
石を積んで壁構造にし、その上に木材で屋根構造を作った小屋

小屋（こや、英: hut ハット、独: Hütte ヒュッテ）とは、小さくて簡単な造りの建物。

## 概要
考古学的には、最古の小屋跡はフランスの地中海沿岸部にあるテラ・アマタ遺跡であるとされ、約38万年前のもので火を使った痕跡もあり、時代的に考えてホモ・ハイデルベルゲンシスが作った可能性が高いとされる。
小屋の中には簡易的な住居として利用されるものもあり、工法・構造としては様々なものがありうる。地中海地域や欧州の建築では、伝統的に壁を構造体として組み立てる方法が基本であるため、壁を造りその上に屋根を乗せる。たとえば、丸太（ログ）の一部を削り、基礎の上に積み上げて壁を作り、その上に同じく丸太で屋根構造を作り、その上に雨を防ぐ素材を並べる。これをログハウスという。あるいは石や土を積み上げて壁を作り、その上に木材で屋根構造を作る。東アジアでは軸組工法の方が広まったため、まず木材の柱を組み合わせて骨組みとなる構造体を造り、そこに壁を付け足す工法をとることが多い。
20世紀後半以降はプレハブ工法を採用し、工場で作られた部品を揃えてトラックで現場に運び込み組み立てる手法もある。さらに近年では、海上コンテナを加工して扉や窓などを付けたものをトラックで移動し、コンクリートブロックなどの上に降ろしてコンテナハウスとして設置完了とする方法もある。

## 日本の住環境と「ウサギ小屋」
1979年（昭和54年）、欧州諸共同体（EC）が出した『対日経済戦略報告書』の中で、日本人の住居が「rabbit hutch」（ウサギ小屋）と表現されたことから、「日本の住居は、欧米に比べて狭小」という意味で広まった。だが、原文はフランス語の「cage a lapins」であり（ウサギの檻を意味する「Cage pour lapins」ではない）、これはフランスでは集合住宅を指し「画一的な」という意味がある。この言葉を英訳するときに誤って「狭い」という意味で「rabbit hutch」（ウサギ小屋）を当てたことで「日本の住居は狭い」という誤解が広まった、とする説がある。なお前述の報告書で問題視されたのはウサギ小屋の箇所だけではなく、働き中毒と揶揄された箇所もあり批判の焦点は後者の方が大きかった。
実際には、住宅産業新聞社「住宅経済データ集」によると、持ち家・借家を合わせた一戸あたり床面積の国際比較では、日本は95平米であり、米国（148平米）より狭いものの、フランス（99平米）、ドイツ（95平米）とはさほど変わらず、英国（87平米）より広い。また、岡崎大五『日本は世界で第何位？』（新潮新書、新潮社）によれば、同様の国際比較で日本の94.85平米は世界第5位に位置し、1位の米国（162平米）などより狭いものの、フランス（7位、90平米）、英国（8位、87平米）より広い。これらのデータによれば、日本の住宅面積はよく言われるように欧米より狭いわけではなく、アメリカよりは狭く欧州主要国と同程度ということになる。

## その他
見世物小屋や芝居小屋のように、古くは仮設の小屋で興行が行われることが多かった名残で、後に常設の建造物となっても劇場やライブハウスなどが「小屋」と呼ばれることがある。